# Oberliezheim
Oberliezheim ist ein Gemeindeteil von Bissingen im schwäbischen Landkreis Dillingen an der Donau in Bayern. Der Ort wurde am 1. Mai 1978 in den Markt Bissingen eingemeindet. Er liegt vier Kilometer südwestlich von Bissingen auf der Jurahochfläche zwischen Kessel und Donautal. Die höchste Höhe beträgt 530 m.

## Name
Oberliezheim befindet sich umgeben von vier Wäldern und ist eine Rodungssiedlung jüngerer Zeit. Im Jahre 1269 wurde Oberliezheim als „Ödenliedeshain“ erstmals überliefert. Ödenliezheim ist der Name der Siedlung bis zur Mitte des 15. Jahrhunderts, danach wurde zur Unterscheidung von Unterliezheim der Ort Oberliezheim und auch seltener Hinterliezheim genannt.

## Geschichte
Funde belegen die Besiedlung bereits in der Hallstattzeit und während der Römerherrschaft. Erstmals urkundlich erwähnt wurde der Ort am 17. April 1269, als Wernher von Höchstädt dem Kloster Kaisheim alle seine Güter übergab, um seine Schulden zu tilgen. Um die Mitte des 13. Jahrhunderts gehörte Oberliezheim zur Grafschaft Oettingen und kam 1268 durch das konradinische Erbe an das Herzogtum Bayern. Es wurde von der Vogtei Höchstädt und dem späteren Landgericht Höchstädt verwaltet. Im Ort hatte neben Bayern das Kloster Kaisheim und die Herrschaften Diemantstein und Hohenburg-Bissingen Besitz.

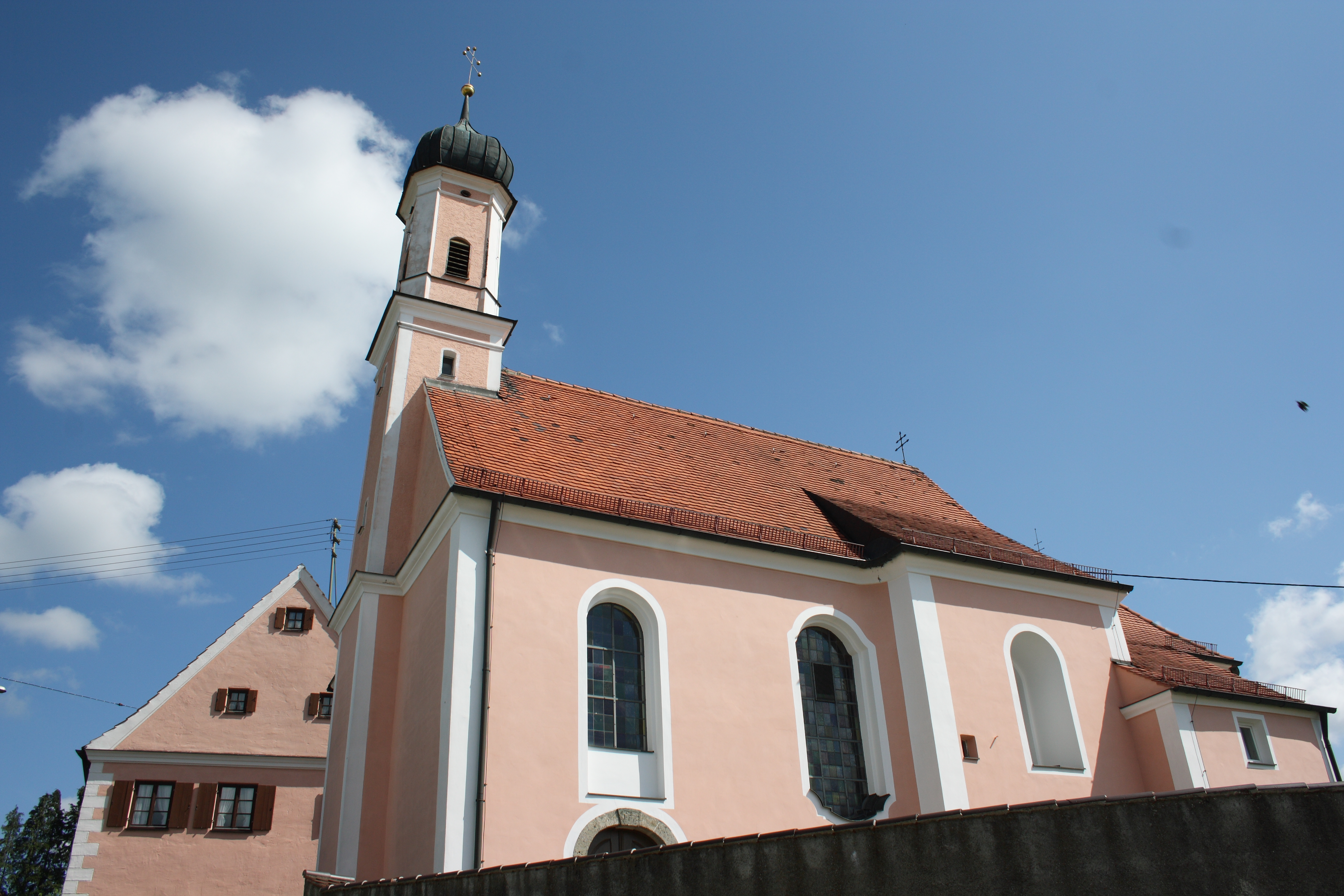
St. Leonhard in Oberliezheim (2012)

## Religionen
Oberliezheim ist Sitz einer alten Pfarrei, das Patronatsrecht der Herrschaft Hohenburg-Bissingen ist erstmals 1270 bezeugt. Die heutige katholische Pfarrkirche St. Leonhard wurde nach Plänen von Johann Georg Hitzelberger 1779/80 erbaut.

## Bevölkerungsentwicklung
| Jahr | Einwohner |
| ---- | --------- |
| 1840 | 250       |
| 1939 | 176       |
| 1950 | 281       |
| 1961 | 207       |
| 1970 | 181       |
| 1980 | 186       |
| 2000 | 183       |
| 2020 | 187       |

## Wüstungen
In der Flur von Oberliezheim sind kleinere Orte wüst geworden. 1269/71 Eierloch, wahrscheinlich im Flurstück Eyerwiesäcker. Ebenso vor 1411 Reichstetten und wahrscheinlich die Siedlungen Unterweiler- und Oberweileräcker.

## Baudenkmäler
Siehe: Liste der Baudenkmäler in Oberliezheim

## Söhne des Ortes
- Johann Georg Stuwer (1732–1802), Pyrotechniker und Ballonfahrer